# 高木第四郎

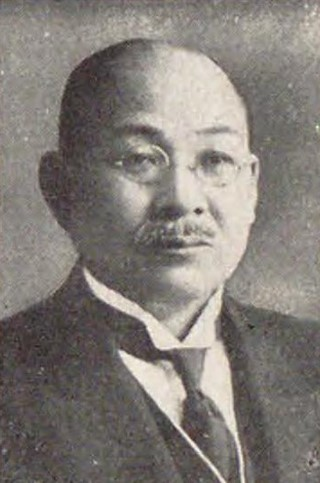
高木第四郎

高木 第四郎（たかぎ だいしろう、旧姓・宮崎、1862年9月13日（文久2年8月20日） - 1952年（昭和27年）12月12日）は、日本の政治家（県会議員、郡会議員、市会議員、衆議院議員）、実業家。弘乳舎、牛乳搾取業。九州新聞（現・熊本日日新聞）社長。族籍は熊本県平民。

## 生涯
1862年（文久2年）、熊本市高田原歩町で誕生。熊本士族・宮崎眞雄の三男。兄が二人、姉が一人おり、四番目の子供。高木茂吉の養子となった。日新堂、春日学校、広取塾（広取英学校）で学ぶ。1880年（明治13年）、18歳で下総三里塚種畜場（御料牧場）に牧夫として住み込み、翌14年には農商務省の農学校獣医分科に推薦入学。2年後に獣医生となった。
1883年（明治16年）、熊本市鷹匠町に、「弘乳舎」という牧場と牛乳を扱う会社を創業。土地は160坪、和牛は4頭と洋牛1頭。弘乳舎という屋号は「牛乳を弘く社会に普及する天下国家への奉仕」を意味する。
1889年（明治22年）、27歳で市会議員に当選。1893年（明治26年）、本荘町に牧場を建設して移転。1915年（大正4年）、九州新聞（現・熊本日日新聞）社長に就任。1941年（昭和16年）、弘乳舎が戦時統制で熊本県内の乳業メーカー13社（熊本牛乳、肥後牛乳、銀杏牛乳、光乳舎、岡田省牧場、等）と合併し、熊本合同牛乳（現・熊本森永乳業）となる。1952年（昭和27年）、90歳で死去。

## 人物
住所は熊本市本荘町。

## 家族・親族
高木家
- 養父・茂吉[1][5]
- 妻・與禰（1872年 - ?、熊本士族、松原勘次の三女）[1][5]
- 長男・亮（1889年 - ?）[1][5]
  - 同妻・那珂上（1895年 - ?、熊本士族、古城貞吉の姪）[1][5]
- 二男・統（1892年 - ?、分家）[5]
- 三男・徳（1895年 - ?）[5]
  - 同妻・壽美子（1902年 - ?、兵庫、神原春太の長女）[5]
- 五男・潮（1901年 - ?）[5]
  - 同妻・ヨシノ（1906年 - ?、熊本、松本雅喜の二女）[1][5]
- 男・凱人（1906年 - ?）[1]
- 七男・力（1907年 - ?）[1]
- 八男・公（1909年 - ?）[1]
- 男・眞（1917年 - ?）[5]
- 長女[5]
- 二女[5]
- 三女[1]
- 孫[5]